# کوه بانپینگ
کوه بانپینگ (به لاتین: Mount Banping) یک کوه و تپه در تایوان است که در کائوهسیونگ واقع شده‌است. کوه بانپینگ ۲۲۰ متر بالاتر از سطح دریا واقع شده‌است.